# Nishada flabifera
Nishada flabifera är en fjärilsart som beskrevs av Moore 1878. Nishada flabifera ingår i släktet Nishada och familjen björnspinnare. Inga underarter finns listade i Catalogue of Life.